# Cuyuni-Mazaruni
Cuyuni-Mazaruni (Regione 7) è una regione della Guyana Esequiba, un territorio conteso tra Guyana e Venezuela, confinante con le regioni di Barima-Waini, Isole Essequibo-Demerara Occidentale e Pomeroon-Supenaam a nord, la regione Alto Demerara-Berbice a est, la regione Potaro-Siparuni e il Brasile a sud, e il Venezuela a ovest.
La città principale è Bartica, e tra le città maggiori vi sono Issano, Isseneru, Kartuni, Peters Mine, Arimu Mine, Kamarang, Keweigek, Imbaimadai, Tumereng e Kamikusa.
la regione si estende su 47.213 km². Prima della riforma amministrativa del 1980 la maggior parte della regione era incluse nella regione Mazaruni-Potaro.
La popolazione della regione contava 20.280 persone nel censo ufficiale del 2012.
- 2012 : 20.280
- 2002 : 17.597
- 1991 : 14.790
- 1980 : 14.390